# Miroslav Brozman
Miroslav Brozman (16. říjen 1920 Brezno – 22. duben 1993 Bratislava) byl lékař-patolog a vysokoškolský pedagog.
Jeho otcem je Samuel Brozman, matkou Irena Brozmanová, rozená Brečková.

## Životopis
Navštěvoval lidovou školu v Brezně (1927–1932), studoval na gymnáziu v Banské Bystrici (1932–1937), na Lékařské fak. UK v Bratislavě (1940–1947), v roce 1947 MUDr., 1959 doc., 1963 DrSc., 1966 univ. prof. Absolvoval studijní cesty a pobyty v Itálii, v bývalé NDR a NSR. Zprvu odborný asistent, doc., od 1966 prof. a vedoucí Katedry patologické anatomie Lékařské fakulty UK, současně přednosta Ústavu patologické anatomie, od 1988 vedoucí Laboratoře pro výzkum histochémie a ultraštruktúrnej patologie Výzkumného ústavu lékařské bioniky v Bratislavě. Zakladatel a přední představitel imunopatológie na Slovensku, který ovlivnil vývoj čs. patologie a dosáhl uznání i v zahraničí.
Zaměřoval se zejména na problematiku embolie plodovou vodou, hemokoagulace a na otázky imunologie. Lokalizoval pomocí imunochemie. metod hormony v lidské edenohypofýze, zabýval se patologií hepatocyty, sleziny, novými imunopatologických metodami a další. V Ústavu patolog. anatomie se zaměřoval na imunologické bazální membrány, analýzy chorobných proc. plic, gastrointestinálního traktu, ledvin, placenty a jiné. Vedle vědecké práci se věnoval i pedagogické činnosti. Autor a spoluautor publikací, vysokoškolských učebnic a skript, četných studií, které uveřejňoval v domácích i zahraničních časopisech a sbornících. V roce 1944 byl účastníkem SNP. Člen a funkcionář několika spolků a společností...

## Ocenění
- 1947 Řád SNP
- 1958 Cena Čs. lékařské společnosti J.E. Purkyně
- 1963 Škorpilova cena

aj.

## Dílo
- Trombolické a embolické procesy při embolii plodovou vodou, Bratislava 1963
- Základy obecné patologické anatomie, Bratislava 1953 (spoluautor)
- Příručka patologické histologie, Martin 1957 (spoluautor)
- Základy onkologie, Bratislava 1957
- Úvod do histopatologie, Martin 1968 (s B. Ondrušem)